# Kasztíliai Eleonóra aragóniai királyné (1307–1359)
Kasztíliai Eleonóra aragóniai királyné (1307 – Castrojeriz, 1359) IV. Ferdinánd kasztíliai király és Portugáliai Konstancia királyi hercegnő első gyermekeként és első leányaként született, 1307-ben. Egy húga (Konstancia) és egy öccse (Alfonz) született még.
Apai nagyszülei: IV. Sancho kasztíliai király és Molina-i Mária leóni hercegnő. Anyai nagyszülei: Burgundi Dénes portugál király és Aragóniai Erzsébet portugál királyné.
Már négy éves korában eljegyezték őt II. Jakab aragóniai király legidősebb fiával, Jakab infánssal, aki 11 évvel volt idősebb menyasszonyánál. Ugyanazon évben jött létre házasság II. Jakab leánya, Mária és IV. Ferdinánd kasztíliai király öccse, Péter között. Nem sokkal ezután Eleonórát vőlegénye országába küldték, hogy ott érje el a házasulandó kort. Azon évek alatt megismerkedhetett az aragón királyi udvar szokásaival és az ottani politikai, gazdasági körülményekkel. 1312-ben elhunyt Eleonóra apja, egy év múlva pedig az édesanyja, Konstancia is.
1319. október 18-án volt az esküvőjük. Az újdonsült férj állítólag rögtön a ceremónia után lóhátra ült és csak két hónap múlva tért vissza feleségéhez. Jakabnak még az öccsével, Alfonzzal is vitája támadt, amikor az bejelentette trónigényét bátyjával szemben. Jakab rendkívüli ellenszenvet váltott ki felesége szülőhazájában azzal, hogy láthatóan nem akart házastársaként tekinteni Eleonórára. Jakab még abban az évben szerzetesnek állt, feladva ezzel trónigényét. Házasságukat Eleonórával gond nélkül érvényteleníthették, mivel azt nem is hálták el. IV. Alfonz lett Aragónia új uralkodója 1327-ben, Jakab öccse, aki 1329. február 5-én nőül vette bátyja volt feleségét, Eleonórát. 1325 elején még maga II. Eduárd angol király is szerette volna elnyerni az asszony kezét fia, a leendő III. Eduárd számára, ám abból a frigyből végül nem lett semmi. 
Házasságuk majdnem hét éve során két gyermekük született, két fiú:
- Ferdinánd (1329 decembere - 1363)
- János (1331-1358)

1336. január 24-én a 36 esztendős IV. Alfonz elhunyt. Előző házasságából született legidősebb fia, a 16 éves IV. Péter lett Aragónia következő uralkodója. A trónutódlás kérdésében először még két pártra szakadt Aragónia: a nép egyik fele szívesebben látta volna a trónon Eleonóra idősebb fiát, Ferdinándot, míg mások ragaszkodtak az elsőszülött fiúhoz, Péterhez. Alfonz halála után Péter fenyegetve érezte újdonsült hatalmát, ezért tartva annak következményeitől, Eleonóra és fiai Kasztíliába hajóztak menedékért és támogatásért, ugyanis Péter igencsak helytelenítette, hogy anyja, Teréza halála után apja újraházasodott és újabb fiúkat nemzett.

Eleonóra többé nem ment férjhez. 52 évet élt. Meggyilkolták, unokaöccse, I. Péter kasztíliai király parancsára. Sajnos meg kellett élnie, hogy kisebbik fia 1358. június 12-én egy merénylet áldozata lett. Idősebb fia szintén erőszakos halált halt, féltestvére, IV. Péter parancsára.
1. 1 2  Darryl Roger Lundy: The Peerage (angol nyelven). (Hozzáférés: 2017. október 9.)
2. 1 2  Leo van de Pas: Genealogics (angol nyelven), 2003 (Hozzáférés: 2017. október 9.)